# إلين كريستيانسن
إلين كريستيانسن (بالنرويجية البوكمول: Elin Kristiansen)‏ هي متسابقة بياثل نرويجية، ولدت في 9 يوليو 1968 في إلفروم في النرويج.

## وصلات خارجية
- إلين كريستيانسن على موقع IBU (الإنجليزية)
- إلين كريستيانسن على موقع أوليمبيديا (الإنجليزية)